# Shafiqa Habibi
Shafiqa Habibi (paixtu: شفیقه حبیبي)  (Kabul, 1946) és una periodista, presentadora de televisió, i activista política d'Afganistan. És coneguda pel seu treball per fer costat a les dones periodistes i per la seua candidatura el 2004 a la Vicepresidència d'Afganistan com a companya d'Abdul Rashid Dostum.

## Biografia
Shafiqa Habibi és desentén de la tribu paixtu Ahmedzai, de classe alta. Tot i que va créixer a Kabul, la seua família és oriünda de Lowgar. El 1966, Habibi obté la llicenciatura en periodisme per la Universitat de Kabul. Està casada amb Mahmoud Habibi, que ocupà alguns càrrecs en el govern d'Afganistan: fou ministre d'informació del rei Mohammed Zahir Shah i president del Senat afganés sota el president Mohammad Najibullah. Quan els mujahidins prengueren Kabul el 1992, ella i el marit se n'anaren un temps a Mazar-e-Xarif, juntament amb centenars de milers de persones més. Quan Estats Units envaeix Afganistan al 2001, Habibi va fugir a la ciutat de Peshawar, al Pakistan.

## Periodisme, activisme i política
Poc després d'obtenir el títol, Habibi treballa en Ràdio Afganistan. També llegia poesia en televisió. Fou presentadora de televisió i fundadora del Centre de Periodistes de Dones.
A l'octubre de 2016, Habibi era la cap de la Unió de Periodistes Dones Afganeses.
El 1994, Habibi funda l'Organització de Radiodifusió de Ràdio i Televisió Femenina, per a fer costat a les dones periodistes. Quan els talibans arriben al poder al 1996, se li va impedir donar-hi notícies. Durant els cinc anys del govern talibà, organitzà "escoles d'artesania", en què les dones podien fabricar artesania i després vendre-la. També fundà una organització clandestina de dones. Mentre els talibans mantenien el poder a Afganistan, Habibi administrava en secret vuit escoles primàries per a xiquetes, que el govern tenia en secret. Després que els talibans fossin enderrocats al 2001, treballà per a la Comissió Independent de Drets Humans d'Afganistan.
El 2004, Habibi es presentà a la vicepresidència d'Afganistan, com a companya d'Abdul Rashid Dostum, un general en l'exèrcit afganés. Era una de les tres dones que s'hi presentaren al 2004. Habibi és la directora de l'ong Associació de Dones d'Afganistan.
Aquesta associació investiga casos de violència sexual masclista. Habibi afirma que el govern afganés és indiferent a la violència sexual contra les dones i és culpable de l'augment de la taxa de violència.

## Premis i reconeixements
Habibi és coneguda com a defensora dels drets humans i com a intel·lectual. El 2002, guanya el premi Ida B. Wells Bravery in Journalism Award. També el 2002, l'ong Women's eNews nomenà a Habibi com una de les "21 dirigents del segle XXI" de 2002, pel seu treball com a periodista sobre els drets de les dones, i també per organitzar altres dones periodistes. El 2005, era entre les mil dones nominades per al Premi Nobel de la Pau.